# Pipradol

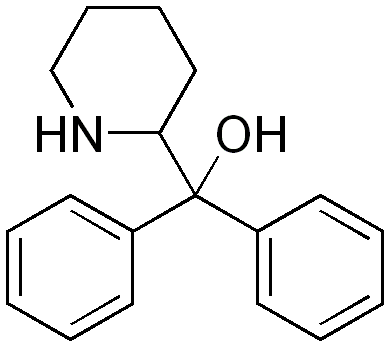
Strukturformeln för pipradol

Pipradol eller pipradrol, summaformel C18H21NO, systematiskt namn α,α-difenyl-2-piperidinmetanol, är ett milt centralstimulerande medel som patenterades 1953. På grund av farhågor om missbruksrisk används det inte längre särskilt mycket som läkemedel.
Substansen är narkotikaklassad och ingår i förteckning P IV i 1971 års psykotropkonvention, samt i förteckning II i Sverige.